# Culicoides verecundus
Culicoides verecundus är en tvåvingeart som beskrevs av John William Scott Macfie 1948. Culicoides verecundus ingår i släktet Culicoides och familjen svidknott. Inga underarter finns listade i Catalogue of Life.